# Phaeochrous pseudintermedius
Phaeochrous pseudintermedius är en skalbaggsart som beskrevs av Kuijten 1978. Phaeochrous pseudintermedius ingår i släktet Phaeochrous och familjen Hybosoridae. Inga underarter finns listade i Catalogue of Life.